# Osborne Fire Finder
Pour les articles homonymes, voir Osborne.
Un Osborne Fire Finder est un type d'alidade que l'on rencontre dans les tours de guet contre les incendies aux États-Unis. Il sert à leur personnel à déterminer la localisation d'un feu de forêt.